# Kibble Park
Kibble Park är en park i Australien. Den ligger i delstaten New South Wales, i den sydöstra delen av landet, omkring 51 kilometer norr om delstatshuvudstaden Sydney.
Närmaste större samhälle är Umina, omkring 12 kilometer söder om Kibble Park. 
Runt Kibble Park är det i huvudsak tätbebyggt. Runt Kibble Park är det ganska tätbefolkat, med 120 invånare per kvadratkilometer. Genomsnittlig årsnederbörd är 1 286 millimeter. Den regnigaste månaden är februari, med i genomsnitt 201 mm nederbörd, och den torraste är juli, med 36 mm nederbörd.